# 出来島桃子
出来島 桃子（できじま ももこ、1974年6月24日 - ）は、新潟県新潟市西区出身のクロスカントリースキー選手、バイアスロン選手。新潟県立新潟南高等学校を経て、新潟大学工学部に入学。 悪性腫瘍の摘出手術の影響で右腕が不自由になった。大学卒業後は公務員試験に合格し、現在は新発田市役所勤務。2006年のトリノパラリンピックに出場しクロスカントリー5kmで14位、15kmでは13位、太田渉子と小林深雪と共に出場したリレーでは5位の成績を収めている。2008年からはバイアスロン競技にも出場をはじめ、障害者スキーノルディック世界選手権などでも入賞を果たしている。
ソチパラリンピックの不利な扱いを受けたとする抗議が、国際パラリンピック委員会に棄却された。